# Ystwyth
De Ystwyth (Welsh: Afon Ystwyth) is een rivier in het graafschap Ceredigion in het westen van Wales. De hoofdrivier heeft een lengte van 33 kilometer en het stroomgebied is 193 km2 groot. De bron van de Ystwyth bestaat uit een aantal beken, waaronder de Afon Diliw, in de Cambrische Bergen op de grens van de graafschappen Ceredigion en Powys. De rivier stroomt voor het grootste deel in westelijke richting waar deze uiteindelijk uitmondt in de Cardigan Bay bij Aberystwyth. 
Het dal van de Ystwyth is tegenwoordig slechts dunbevolkt met een aantal kleine dorpen waaronder Ysbyty Ystwyth, Cwmystwyth, Pont-rhyd-y-groes, Llanilar en Llanfarian. In vroegere tijden was het dal veel dichter bevolkt door de grote aanwezigheid van mineralen. Sinds de Romeinse tijd werd er al zilver, lood en zink gedolven, met een piek in de 18e eeuw. De grootste en bekendste mijn was te vinden in Cwmystwyth. De mijnen hadden een slechte reputatie, omdat de gemiddelde levensverwachting onder de mijnwerkers slechts 32 jaar betrof. De oorzaak van het overlijden was vaak een acute loodvergiftiging. Tegenwoordig is er geen mijnbouw meer aanwezig in het dal van de Ystwyth. 
De rivier heeft nog steeds hoge niveaus in de aanwezigheid van zink, lood en zilver als gevolg van kwel uit oude mijngangen. Bij de Frongochmijn nabij Pont-rhyd-y-groes, heeft Natural Resources Wales een nieuwe techniek geïntroduceerd voor het verminderen van de vervuiling. Water wordt weggeleid van de mijn in een waterrijk gebied waar de vegetatie de verontreinigde stoffen opneemt. Deze techniek wordt ook toegepast bij de Cwm Rheidolmijn bij Aberystwyth. Deze remedies worden als belangrijk beschouwd omdat het gebied een rijke flora en fauna heeft en vissers en toeristen naar het gebied brengt. 